# اوروندا
اوروندا (انگلیسی: Urunda) یک شهرک در شهرستان ایگلینسکی استان باشقیرستان کشور روسیه است.